# Ірина Корнієнко
Ірина Корнієнко (нар. 16 січня 1978) — колишня російська тенісистка.
Найвищу одиночну позицію світового рейтингу — 452 місце досягла 26 жовтня 1998, парну — 263 місце — 11 жовтня 1999 року.
Здобула 6 парних титулів туру ITF WTA ATP.

## Фінали ITF

### Парний розряд: 12 (6–6)
| Результат | Ранг | Дата           | Турнір               | Покриття | Партнерка         | Суперниці                                  | Рахунок       |
| --------- | ---- | -------------- | -------------------- | -------- | ----------------- | ------------------------------------------ | ------------- |
| Поразка   | 1.   | 31 серпня 1997 | Київ, Україна        | Ґрунт    | Олена Крутько     | Віра Жуковець Надія Островська             | 1–6, 3–6      |
| Перемога  | 1.   | 21 червня 1998 | Таллінн, Естонія     | Тверде   | Гелена Фремутова  | Марет Ані Хелен Лаупа                      | 6–3, 6–2      |
| Поразка   | 2.   | 5 липня 1998   | Лог'я, Фінляндія     | Тверде   | Гелена Фремутова  | Джасмін Чаудурі Аліенор Трісеррі           | 3–6, 2–6      |
| Поразка   | 3.   | 11 квітня 1999 | Черіньола, Італія    | Ґрунт    | Ліна Красноруцька | Джасмін Чаудурі Ліззі Джелфс               | 5–7, 5–7      |
| Перемога  | 2.   | 4 липня 1999   | Таллінн, Естонія     | Ґрунт    | Катерина Сисоєва  | Мінна Раутайокі Марія Вольфбрандт          | 6–1, 6–1      |
| Перемога  | 3.   | 6 лютого 2000  | Стамбул 1, Туреччина | Тверде   | Олена Яришко      | Наталі Кахана Катарина Мишич               | 6–3, 3–6, 6–4 |
| Поразка   | 4.   | 28 травня 2000 | Тель-Авів, Ізраїль   | Тверде   | Олена Воропаєва   | Сімона Аргіре Марія Павліду                | 1–6, 2–6      |
| Поразка   | 5.   | 2 липня 2000   | Стамбул 2, Туреччина | Тверде   | Олена Яришко      | Валерія Бондаренко Гульнара Фаттахетдінова | 2–6, 6–4, 3–6 |
| Перемога  | 4.   | 20 травня 2001 | Tel Aviv 1, Ізраїль  | Тверде   | Марія Павліду     | Евгенія Абловатчі Євгенія Савранська       | 6–2, 6–4      |
| Перемога  | 5.   | 27 травня 2001 | Tel Aviv 2, Ізраїль  | Тверде   | Марія Павліду     | Емілі Г'юсон Наташа ван дер Мерве          | w/o           |
| Поразка   | 6.   | 1 липня 2001   | Афіни, Греція        | Ґрунт    | Іріні Алевізопулу | Dina Milosević Лана Попадич                | 6–7(3), 3–6   |
| Перемога  | 6.   | 5 серпня 2001  | Касабланка, Марокко  | Ґрунт    | Ліга Декмеєре     | Тіакі Накадзіма Судзукі Аяко               | 6–1, 6–4      |